# Historischer Waschplatz (Neuleiningen)
Der historische Waschplatz ist ein Bauwerk aus dem 19. Jahrhundert bei Neuleiningen-Tal.

## Baubestand und Geschichte
Es handelte sich ehemals um eine öffentliche Anlage der Gemeinde Neuleiningen zum Waschen von Wäsche. Sie befindet sich im Eckbachtal, etwa 500 m westlich des Ortsendes von Neuleiningen-Tal, noch vor dem Eckbachweiher und liegt südlich des Eckbaches am dortigen Talhang des Bischofswaldes bzw. am Nordrand des Leininger Spornes. Der Eckbach-Mühlenwanderweg führt daran vorbei. 

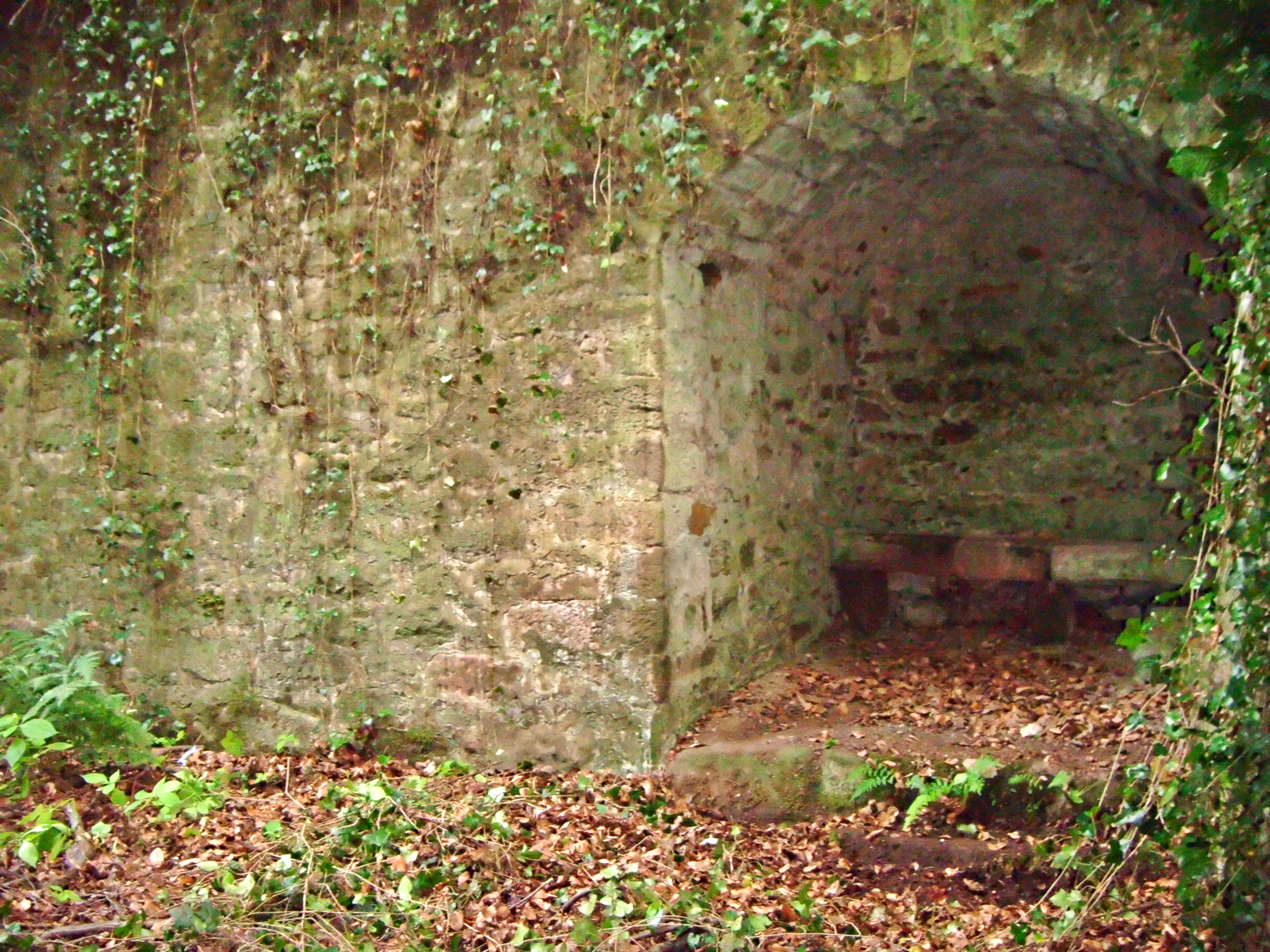
Stirnwand mit Schutzstollen

Die Anlage besteht aus einer rechteckigen, ausgesteinten, hofartigen Fläche, die in den Talhang hineingebaut ist. An der Breitseite, zum Tal, bzw. zum nahen Eckbach hin ist sie offen und es befindet sich dort die sogenannte Woogquelle, die früher hier austrat und auch das Trinkwasser der nahen Obermühle lieferte. Dieses Wasser diente einst zum Betrieb des Waschplatzes. Seit 1950 ist die Quelle mit einer Brunnenstube überbaut. An der östlichen und westlichen Seite besitzt der Platz ansteigende Bruchsteinmauern, welche rechts und links das Hanggelände befestigen, in das er hineingebaut ist. An der hinteren Breitseite (südlicher Bereich) befindet sich zum Hang hin eine Stirnmauer von ca. 6 m Breite und 3,5 m Höhe, die an ihrer westlichen Ecke einen tonnengewölbten, ausgemauerten Stollen aufweist, der in den Berg getrieben wurde und zum Schutz der Wäscherinnen bei schlechten Witterungsverhältnissen diente. Die Stollendecke und die Ecke zur Mauer bestehen aus großen Sand-Hausteinen. Am hinteren Ende des Stollens ist eine einfache, massive Sandsteinbank als Sitzgelegenheit platziert. Den nördlichen Teil des Waschplatzes (zum Talgrund hin) hat man um 1902 mit einer Stahlbrücke überspannt, über welche von Ost nach West die Bahnstrecke Grünstadt–Altleiningen hinwegführte. Die Brücke ist noch erhalten, während man die ehemals darauf befindlichen Gleise abbaute.
Der Waschplatz in seiner jetzigen Form dürfte aus dem frühen 19. Jahrhundert stammen. Vermutlich diente die Stelle aber bereits vorher dem gleichen Zweck. Sein historischer bzw. heimatgeschichtlicher Wert wurde mehrfach festgestellt, wenngleich er bisher nicht in die amtliche Denkmaltopographie aufgenommen ist. U.a. plante man einen Radweg auf der Trasse der ehemaligen Eisenbahnlinie, wobei der renovierte Waschplatz eine der Touristenattraktionen sein sollte. Dies wurde bisher nicht verwirklicht und die Anlage befindet sich derzeit (2014) in einem völlig verwahrlosten, jedoch baulich guten Zustand.

## Weblinks

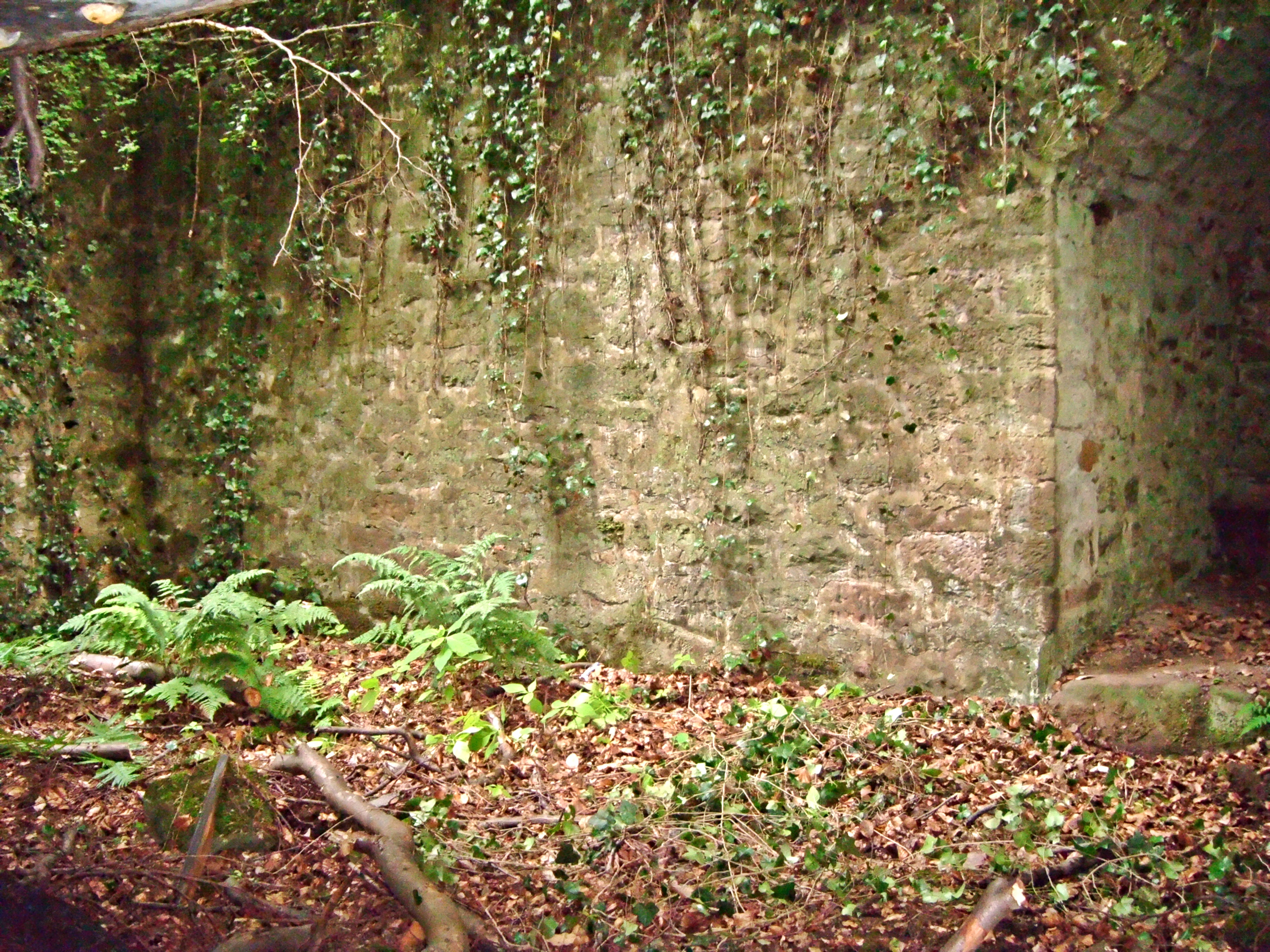
Stirnwand, östliche Ecke, rechts der Stolleneingang
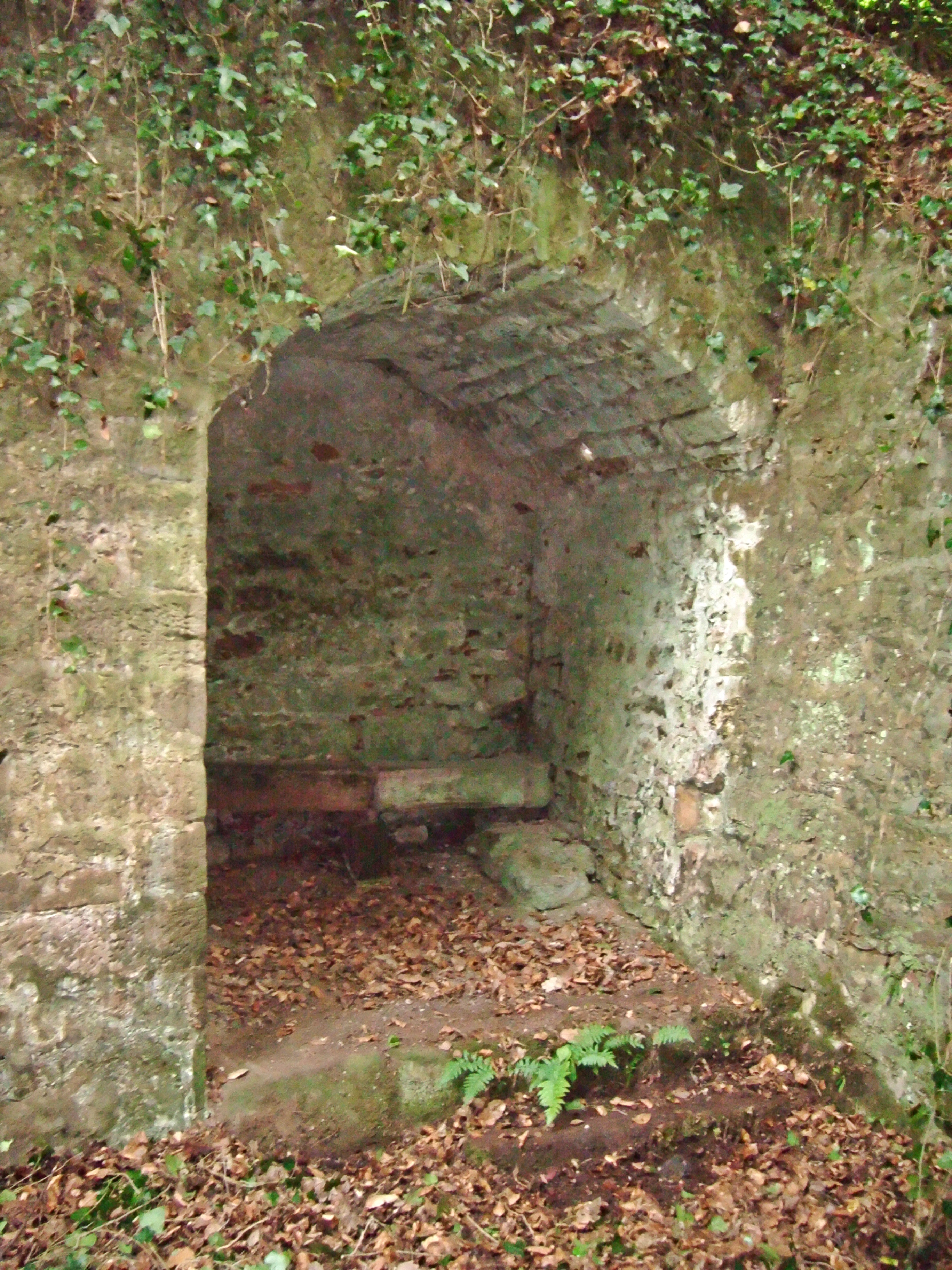
Schutzstollen mit westlicher Seitenwand des Platzes
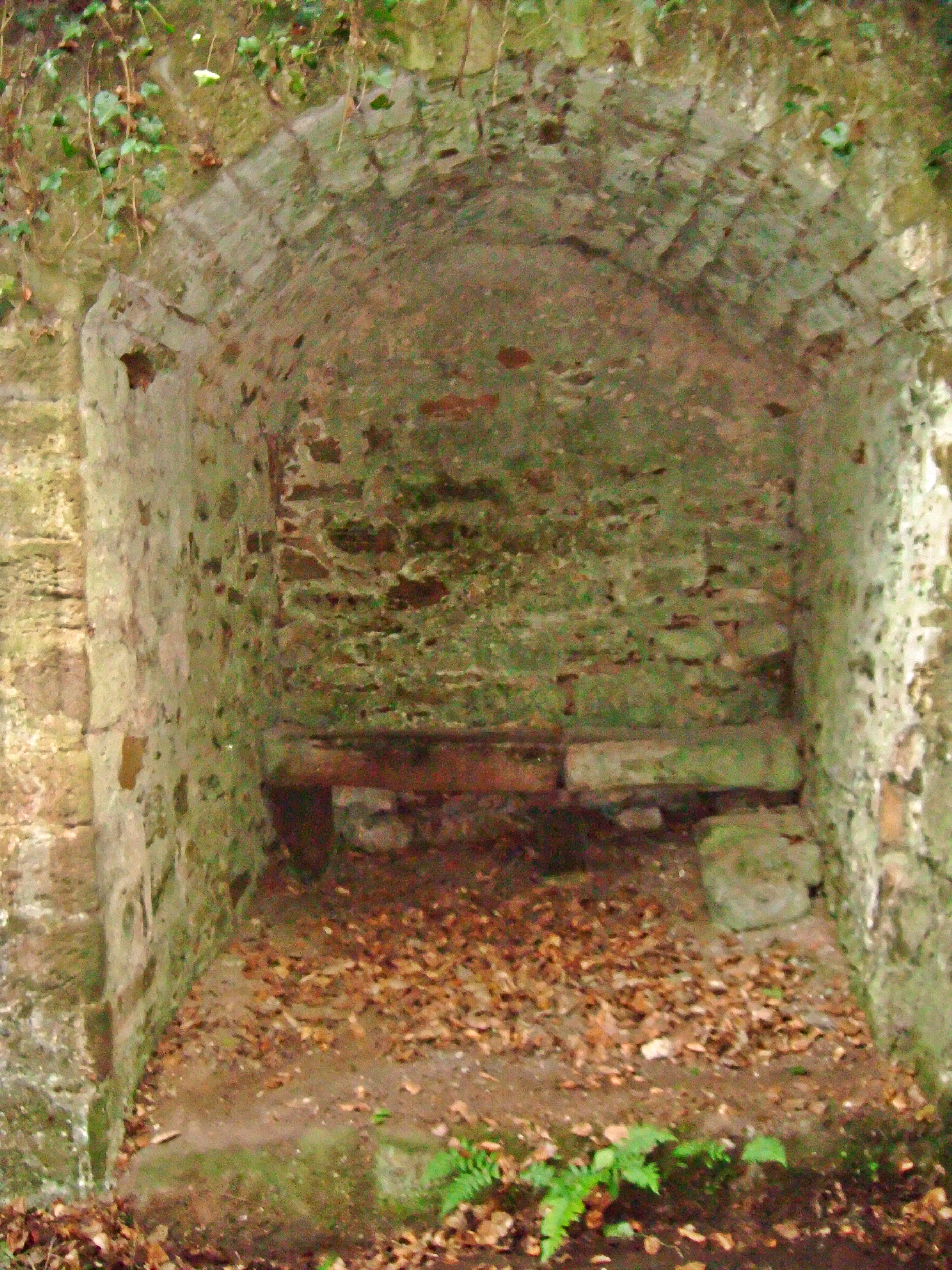
Schutzstollen mit Sitzbank
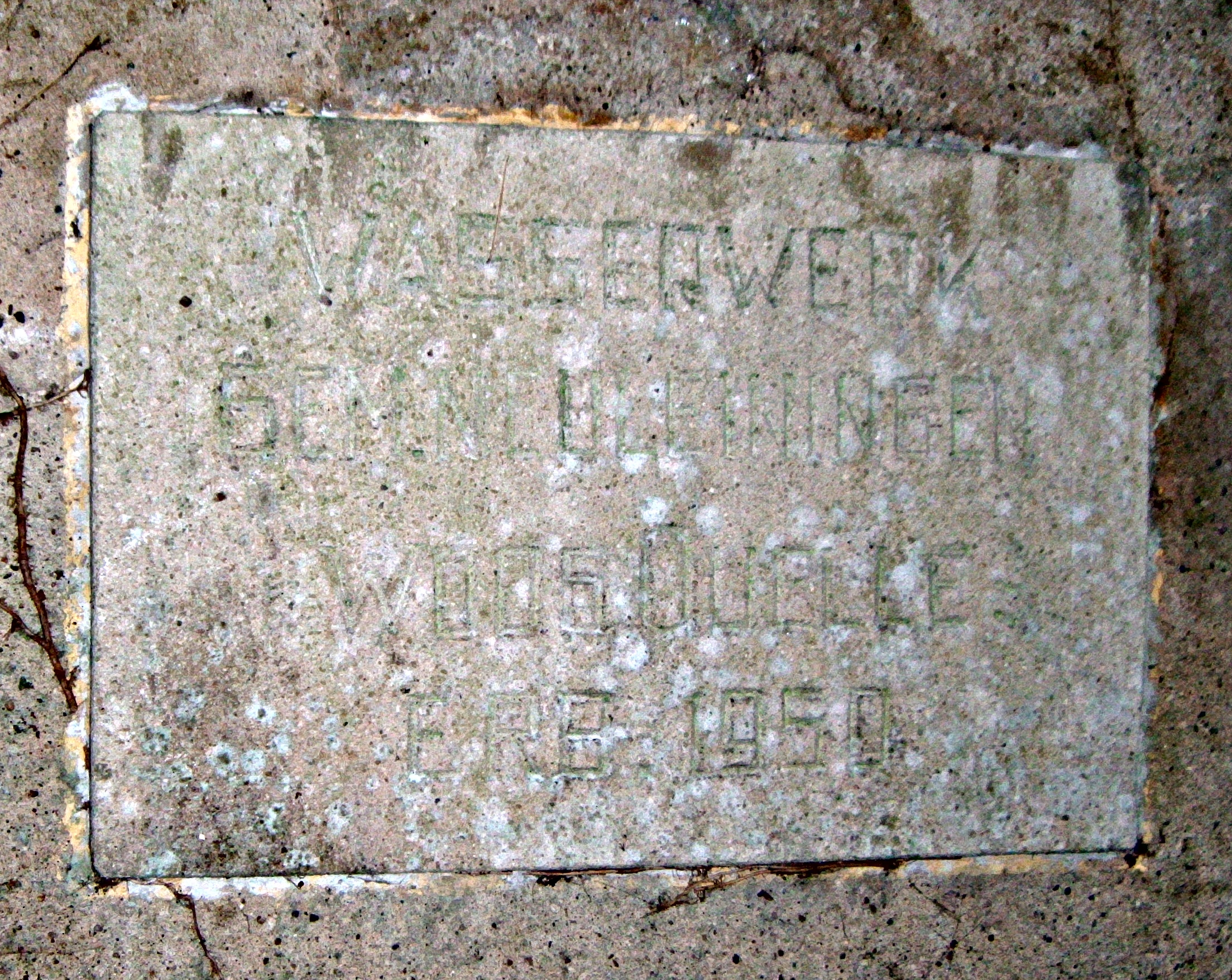
Gedenktafel an der Brunnenstube der Woogquelle